# 店上镇 (潞城区)
店上镇，是中华人民共和国山西省长治市潞城区下辖的一个乡镇级行政单位。

## 行政区划
店上镇下辖以下地区：
店上村、河湃村、枣臻村、温村、常庄村、周武村、邱壁村、上栗村、下栗村、牛村、东白兔村、赤头村、石窟村、曹家沟村、北村、西申庄村、宋村、韩村、洪岭村和黄沙岭村。